# 潘涤新
潘涤新（？—1941年9月）、又名潘涤心、潘德润，湖北潜江人，中国共产党早期人物。

## 生平
1940年10月，中共在黑流渡成立公开的渔上乡公署，由贺其彩任乡长，潘涤新任副乡长。1941年2月，在乡公署基础上成立新四军鄂豫边区抗日民主政府襄南办事处，隶属天汉地区行署。1941年8月，中共潜江县委对汪精卫政权伪军天门县岳口区长曾繁涛部进行攻击，部队失利后，他留下跟随孙冰、李智从事游击。9月13日，陆诗臣要陈炳心以共商抗日事宜，邀请李智、戴月、贺其彩、潘涤新、李国松五人到回龙庵保长刘益成家会谈。当时戴月已随沈清到潜西，李智接到请柬后坚持前往，并带领贺其彩、潘涤新三人抵达至保长刘益成家时，被埋伏在厢房边的保安队员绑架；与此同时负责侦查的李国登也被逮捕。李智被绑至新四军驻地黑毛塔附近，李智突然大喊“张明富叛变了”，迫使国军开枪杀害李智、贺其彩、李国登三人。而潘涤新被押送至国军驻地，潘涤新动员班长郭孝谦投靠新四军。陆诗臣得知后，将潘涤新活埋。

## 相关
- 潜江事变